# رابرت سیموندز
رابرت سیموندز (انگلیسی: Robert Symonds; ۱ دسامبر ۱۹۲۶ – ۲۳ اوت ۲۰۰۷) یک هنرپیشه اهل ایالات متحده آمریکا بود.

## فیلم‌شناسی
- جن‌گیر (۱۹۷۳) - Dr. Taney
- Linda Lovelace for President (۱۹۷۵) - Uncle Sam
- گری لیدی غرق شد (۱۹۷۸) - Secretary of Navy
- ... و عدالت برای همه (۱۹۷۹) - Judge Burns
- Superstition (۱۹۸۲) - Pike
- The Ice Pirates (۱۹۸۴) - Lanky Nibs
- موج جرم و جنایت (۱۹۸۵) - Guard #1
- Rumpelstiltskin (۱۹۸۷) - Victor
- CHUD II: Bud the CHUD (۱۹۸۹) - Proctor
- Mandroid (۱۹۹۳) - Karl Zimmer
- رنگ‌های اصلی (۱۹۹۸) - Bart Nilson
- دوزخ (۱۹۹۹) - Henry Howard
- اگه می‌تونی منو بگیر (۲۰۰۲) - Mr. Rosen